# Kaniuk długosterny
Kaniuk długosterny (Chelictinia riocourii) – gatunek ptaka z rodziny jastrzębiowatych (Accipitridae), zamieszkującego Afrykę. Niewielki ptak drapieżny prowadzący głównie koczowniczy tryb życia.

## Występowanie
Senegal i Gambia do Somalii i północno-wschodniej Kenii. Czasami spotykany w Jemenie i Erytrei.

## Taksonomia
Opisany po raz pierwszy przez francuskiego ornitologa Vieillota w 1822 roku pod nazwą Elanoides riocourii. Przez niektórych systematyków włączony jest do rodzaju Elanus, z którym wedle innych tworzy takson siostrzany. Jednak ze względu na różnice morfologiczne, żywieniowe oraz w zachowaniu umieszczany jest w monotypowym rodzaju Chelictinia. Chelictinia riocourii jest również taksonem monotypowym – nie wyróżniono podgatunków.

### Etymologia
- Nauclerus: łac. nauclerus „mistrz żeglarstwa, komandor”, od gr. ναυκληρος nauklēros „kapitan”, od ναυς naus, νεως neōs „statek”[15].
- Chelictinia: gr. χελιδων khelidōn, χελιδονος khelidonos „jaskółka”; ικτιν iktin lub ικτινος iktinos „kania”[15].
- Chelidopteryx: gr. χελιδων khelidōn, χελιδονος khelidonos „jaskółka”; πτερυξ pterux, πτερυγος pterugos „skrzydło”[15].
- Cypselopteryx: gr. κυψελος kupselos „jaskółka”; πτερυξ pterux, πτερυγος pterugos „skrzydło”[15].
- riocourii: Antoine Nicolas François Dubois Comte de Riocour (lub Riocourt) (1761–1841), francuski przyrodnik, kolekcjoner[15].

## Morfologia

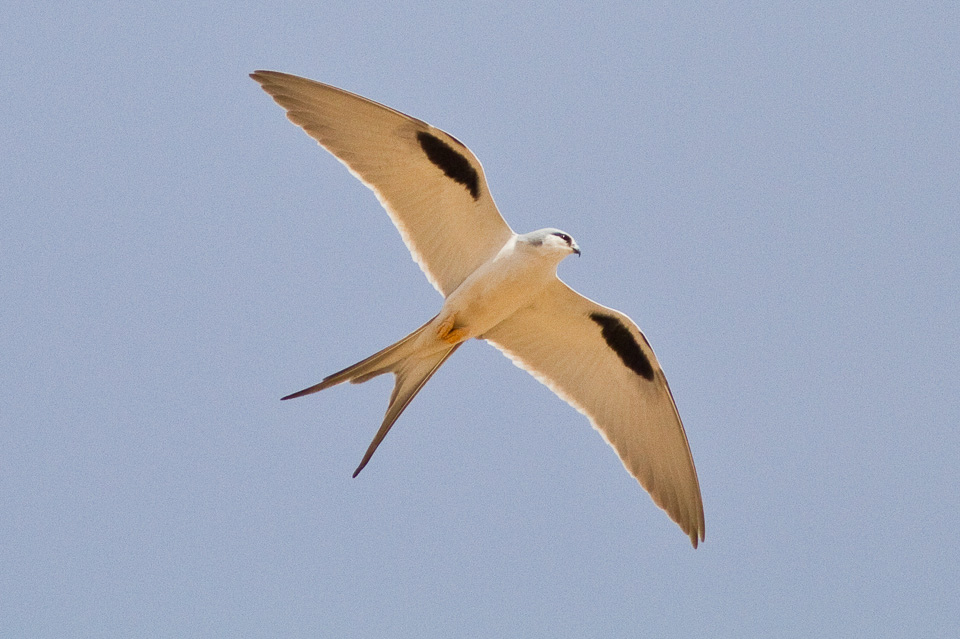
Kaniuk długosterny w locie

Długość ciała wynosi 33–38 cm, rozpiętość skrzydeł 68–76 cm, masa ciała około 110 g. Dymorfizm płciowy przejawia się nieznacznie większymi rozmiarami samic. W locie podobny do rybitwy ze względu na szare ubarwienie, wydłużone zewnętrzne pióra ogona oraz czarny pasek pod skrzydłami. Pióra w dolnej części tułowia jaśniejsze. W czasie lotu porusza ogonem w górę i w dół podobnie jak Elanus caeruleus. Pióra na grzbiecie młodych ptaków mają rude krawędzie. U młodych ogon jest mniej rozwidlony. Tęczówki koloru czerwonego (u młodych ptaków szare), woskówka szara, a nogi blado-żółte (ciemniejsze u młodych).

## Ekologia
Zasiedla jałowe stepy subsaharyjskiej sawanny oraz zarośla, zwykle w obszarach, gdzie występują akacje, natomiast w okresie rozrodczym w większej liczbie pojawia się na obszarach trawiastych do 500 m n.p.m. Noce spędza w koloniach, czasem z innych gatunkami ptaków drapieżnych takich jak np. pustułeczka (Falco naumanni). Poluje głównie na owady (szarańcze, termity i mrówkowate) oraz pajęczaki. Podczas wychowu młodych częściej poluje na jaszczurki i gryzonie. Badania w Senegalu wykazały, że prostoskrzydłe (zwłaszcza szarańczowate) są szczególnie ważnym składnikiem pożywienia (72–82%). Poluje również na inne owady takie jak Odonata, Hemiptera, Hymenoptera, Lepidoptera i Coleoptera, jak również na niektóre gatunki gadów (Agamidae) i małych ssaków (Soricidae i Muridae). Poluje głównie szybując. Często spożywa upolowaną zdobycz podczas lotu. Zazwyczaj poluje w luźnych stadach, czasem przelatując nad bydłem. Podczas pożarów traw łapie uciekające owady
Okres rozrodczy w zachodniej Afryce przypada na maj-sierpień, w Senegalu na grudzień-luty, w północnej Kenii na marzec-czerwiec, natomiast w Etiopii na marzec-kwiecień. Gniazdo buduje z patyków i gałązek (ok. 30–40 cm średnicy) w gęstych kolczastych krzewach i na niskich drzewach, takich jak Mitragyna inermis i Acacia seyal, zwykle 2–8 m nad ziemią, często w pobliżu gniazd innych gatunków drapieżnych ptaków (Circaetus cinereus, Torgos tracheliotus i Elanius caeruleus). Gniazdo po pewnym czasie pokrywa się białymi odchodami i jest widoczne z daleka. Co roku buduje nowe gniazdo. Samica składa zwykle cztery blado-piaszczyste lub czerwono-brązowe jaja o średnicy 34–38 mm x 26–31 mm. Okres inkubacji nie jest znany. Przez większość czasu to samica wysiaduje jaja, a samiec wtedy poluje, zapewniając jej pożywienie. Młode osiągają dorosłe upierzenie w wieku około 6 miesięcy. Często gniazduje w luźnych koloniach do 20 par.

## Status i ochrona
W Czerwonej księdze gatunków zagrożonych Międzynarodowej Unii Ochrony Przyrody został zaliczony do kategorii VU (narażony na wyginięcie).